# Vulcano (holland együttes)

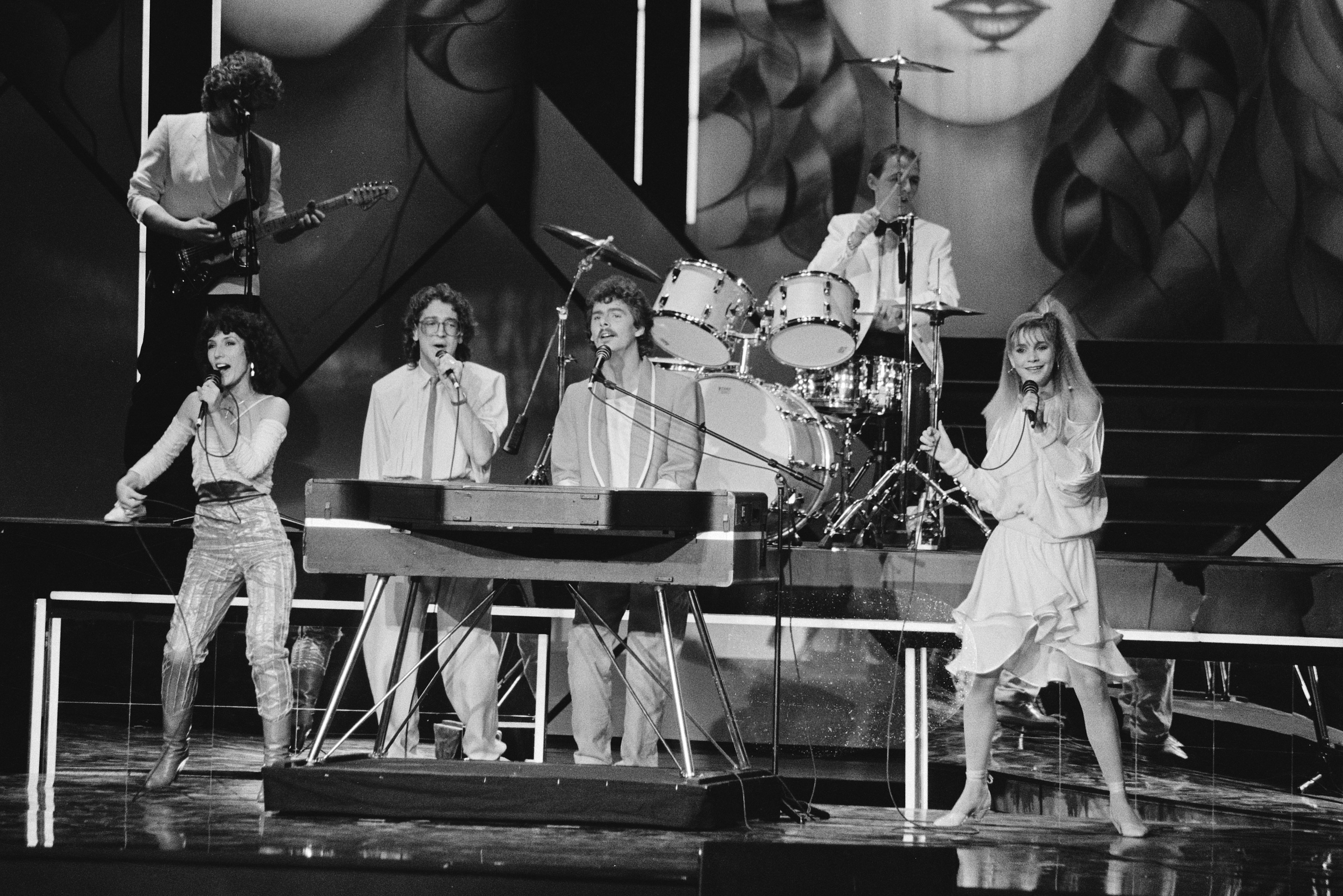
A Vulcano 1983-ban, balról jobbra: Dee Dee, Hans van Pol, Jos Groothuizen, Suzanne Venneker

A Vulcano egy holland popzenei együttes. 1981-ben alakította meg Hans van Hemert. 1983-ban indultak a Met jou d'r bij és az Een beetje van dit, een beetje van dat című dalokkal a holland nemzeti dalfesztiválon (Nationaal Songfestival), az utóbbivál második helyezést értek el. 1984-ben szintén indultak, akkor a Dolce far niente és az 1, 2, 3-t adták elő. 1986-ban oszlottak fel.

## Tagok
- Suzanne Venneker - ének
- Jos Groothuizen - ének, billentyűs hangszerek
- Dee Dee (eredeti nevén Anna Dekkers) - ének
- Hans van Pol - ének
- Rene van de Wel (művésznevén Brian Well) - ének
- Ron van der Pol - ének

## Diszkográfia

### Nagylemezek
- Superman (1982, bulgáriai kiadás)
- Stappen (1984)

### Kislemezek
- Shut Up and Boogie / Shut Up (1981)
- Superman / O-Only You (1981)
- Sancta simplicitas / Like a Vulcano (1982)
- Staying with It / Heaven So Blue (1982)
- Secret Lies / Break Out (1982)
- A Little Bit of This / Ein Bißchen wie die (1983)
- Een beetje van dit / Rhythm in a Heartbeat (1983)
- Als Je Haar Maar Goed Zit / Met Jou d'r Bij (1983)
- Als Je Doet Wat Je Wilt (1983)
- Dolce Far Niente / Stappen (1984)
- Wooly Bully / Encantado de Conocerle (1985)